# Jean Girault
Jean Jacques Antoine Girault, född 9 maj 1924 i Villenauxe-la-Grande, Grand Est, död 20 juli 1982 i Paris, var en fransk filmregissör och manusförfattare.

## Filmografi i urval
- 1957 – L'ami de la famille (manus)
- 1963 – Den stora villervallan (manus och regi)
- 1963 – De' defekta brottet (manus och regi)
- 1964 – Les Gorilles (regi)
- 1964 – Moralens väktare i S:t Tropez (manus och regi)
- 1965 – Moralens väktare i New York (manus och regi)
- 1967 – Den stora semestern (manus och regi)
- 1968 – Moralens väktare gifter sig (regi)
- 1970 – Kalabalik på Rivieran (regi)
- 1971 – Liket i lusthuset (regi)
- 1979 – Supergendarmen (regi)
- 1980 – Den girige (manus och regi)
- 1981 – Den stora rymdröran (regi)
- 1982 – Never Play Clever Again (regi)